# Gonzalo Montiel
Gonzalo Ariel Montiel (nascut l'1 de gener de 1997) és un futbolista professional argentí que juga de lateral dret al River Plate. És internacional amb la selecció argentina.

## Carrera de club

### River Plate
Montiel va començar la seva carrera al planter del River Plate. El 30 d'abril de 2016 va debutar amb el primer equip del club als 19 anys. Va començar a recollir minuts per al primer equip la temporada 2016-17, jugant quatre partits. En aquella mateixa temporada jugaria un paper important a la Copa Argentina. Aixecaria el trofeu després de jugar tots els partits des dels vuitens de final fins a la final, en què el seu equip va guanyar el CA Tucumán. El defensa també va tenir un bon rendiment a la Copa Libertadores, marcant un gol i assistint tres, jugant cada minut des dels quarts de final fins a les semifinals, on el River Plate va ser derrotat per Lanús.
A la temporada 2017-18, Montiel va fer un gran pas endavant en la seva carrera. Va jugar 35 partits, quinze d'ells a la lliga. El que va destacar, però, van ser les catorze aparicions que va fer quan va aixecar la Copa Libertadores al Santiago Bernabéu davant el Boca Juniors. Jugant cinc partits a la Copa Argentina, l'equip va estar a punt de repetir la victòria de l'any passat, ja que va ser eliminat als penals a les semifinals contra el Gimnasia. L'equip va aconseguir un doblet aquella temporada en vèncer a Boca Juniors a la Supercopa de l'Argentina.
La temporada següent va ser una consolidació més del paper del lateral dret a River Plate. Montiel va jugar dotze partits a la lliga sense ser substituït. Per segona temporada consecutiva, Montiel va arribar a la final de la Copa Libertadores després de dotze partits; tanmateix, River Plate seria derrotat pel Flamengo. Va guanyar la Copa Argentina una vegada més quan River va vèncer el Central Córdoba: va jugar cada minut en la carrera de la Copa. Després de guanyar la Copa Libertadores la temporada passada, River va disputar la Copa del Món de Clubs de la FIFA on va quedar tercer. Una lesió li va impedir jugar la Supercopa. Recuperant-se del cop, va tornar a disputar la Recopa quan River va superar una derrota per 1-0 a l'anada i va guanyar el trofeu amb una victòria per 3-0 contra el Club Athletico Paranaense.

### Sevilla
El 13 d'agost de 2021, el club de la primera divisió Sevilla va anunciar el fitxatge de Montiel amb un contracte de tres anys.

## Carrera internacional
El març de 2019, Montiel va ser convocat per la selecció argentina per als amistosos contra Veneçuela i el Marroc pel tècnic Lionel Scaloni. El 22 de març, Montiel va debutar contra Veneçuela.
L'11 de juny de 2021, Montiel va ser un dels 28 equips anunciats per la selecció argentina de futbol per al torneig de la Copa Amèrica 2021. Va jugar quatre dels set partits jugats per l'equip al torneig, inclosa la final que va haver de completar amb una hemorràgia al turmell com a conseqüència d'una entrada de Fred a la primera meitat del partit. 

## Palmarès
River Plate
- Primera Divisió Argentina: 2021
- Copa Argentina: 2015–16, 2016–17, 2018–19
- Supercopa Argentina: 2017, 2019
- Copa Libertadores: 2018
- Recopa Sudamericana: 2016, 2019

Sevilla FC
- Lliga Europa de la UEFA: 2022-23[6]

Argentina
- Copa del Món: 2022[7]
- Copa Amèrica: 2021,[8] 2024[9]
- Copa de Campions Conmebol-UEFA: 2022[10]